# 鄂多台
鄂多台（羅馬化：Odotai，1862年—1921年9月2日），字庚元（一作庚垣），蒙古族，喀尔喀土谢图汗部后路中右旗人，清末和民国初年政治人物。

## 生平
鄂多台生于清朝同治三年（1864年）。早年在贵胄法政学堂修业。
1912年，鄂多台任北京临时参议院议员，为共和党党员。1912年12月21日，鄂多台被中华民国北京政府封为土谢图汗部后路中右旗辅国公，常驻北京。后来，又晋升为镇国公衔辅国公。鄂多台历任民国第一届、第二届国会参议院议员。
鄂多台曾被北京政府任命为翊衛副使。曾获北京政府授予二等大绶嘉禾章。后来，民国八年（1919年）12月31日，鄂多台获北京政府授予二等宝光嘉禾章。
鄂多台的兄弟、清朝土谢图汗部后路中右翼旗札萨克多罗郡王车林巴布身体状况不佳。民国七年（1918年），车林巴布再度由外蒙古库伦来到北京，但身体依旧不好。故鄂多台代其料理在北京的各项事宜。
鄂多台很想晋封为镇国公，但未能如愿。民国六年（1917年），鄂多台在日记中称，“夏拟呈递那王，转大总统，要世袭镇国公，云云。”此后，他未经批准，便于民国八年（1919年）对外使用了“镇国公鄂OO”。
1921年9月2日，鄂多台病逝于北京。

## 著作
- 《鄂庚垣手书日记》

## 家庭
他有四个儿子：
- 长子：车林端多布
- 次子：车林桑都布
- 三子：车林诺尔布
- 四子：车林扎木苏